# Homopliopsis lugubris
Homopliopsis lugubris är en skalbaggsart som beskrevs av Leon Fairmaire 1903. Homopliopsis lugubris ingår i släktet Homopliopsis och familjen Melolonthidae. Inga underarter finns listade i Catalogue of Life.